# Consejo de la Hispanidad
El Consejo de la Hispanidad va ser un organisme de la dictadura franquista depenent del Ministeri d'Afers exteriors creat en 1940 amb l'objectiu de la realització de la idea d'«Hispanitat». Va existir fins a 1945, quan va ser succeït per l'Institut de Cultura Hispànica.

## Història
Una llei de 2 de novembre de 1940, publicada en el Boletín Oficial del Estado el 7 de novembre, va donar formalment origen a l'organisme. El text, que col·locava en el preàmbul a Espanya com a «eix espiritual del món hispànic com a títol de preeminència en les empreses universals», feia contradictòriament referencia en l'articulat a la possibilitat, irrealitzable a curt termini, d'una unió política (Art. 2), pròpia de l'ideari falangista. Dos mesos més tard es decidiria la composició interna dels membres de l'organisme i, a l'abril de 1941, es va desenvolupar el seu Reglament. En la composició del Consell es van barrejar funcionaris, militars, líders falangistes, religiosos i intel·lectuals de dretes, comptabilitzant-se un total de 74 consellers.
Manuel Halcón y Villalón-Daoíz va ser canceller de l'organisme fins a la seva destitució al juliol de 1943, no arribant formalment a cobrir-se la vacant del càrrec.
L'ens, la importància del qual hi havia experimentant un progressiu declivi des de la caiguda de l'estel de Ramón Serrano Súñer, i del que ja a la fi de 1942 s'havia plantejat una adaptació en les seves funcions per sobreposar-se a les crítiques que provenien d'Amèrica que ratllaven al Consell de propaganda pro-feixista i anti-estatunidenc, va ser reemplaçat en les seves funcions al desembre de 1945 —després de finalitzar la Segona Guerra Mundial— pel nounat Institut de Cultura Hispànica.